# Dekanat lachowicki (eparchia pińska i łuniniecka)
Dekanat lachowicki – jeden z ośmiu dekanatów wchodzących w skład eparchii pińskiej i łuninieckiej Egzarchatu Białoruskiego Patriarchatu Moskiewskiego.

## Parafie w dekanacie
- Parafia św. Mikołaja Cudotwórcy w Darewie
  - Cerkiew św. Mikołaja Cudotwórcy w Darewie
  - Cerkiew Świętej Trójcy w Darewie
- Parafia Opieki Matki Bożej w Krzywoszynie
  - Cerkiew Opieki Matki Bożej w Krzywoszynie
- Parafia Podwyższenia Krzyża Pańskiego w Lachowiczach
  - Cerkiew Podwyższenia Krzyża Pańskiego w Lachowiczach
- Parafia Świętych Apostołów Piotra i Pawła w Ostrowie
  - Cerkiew Świętych Apostołów Piotra i Pawła w Ostrowie
- Parafia Świętego Ducha w Podlesiu
  - Cerkiew Świętego Ducha w Podlesiu
- Parafia Narodzenia św. Jana Chrzciciela w Pronczakach
  - Cerkiew Narodzenia św. Jana Chrzciciela w Pronczakach
- Parafia Świętych Męczenników Wileńskich Antoniego, Jana i Eustachego w Święcicy
  - Cerkiew Świętych Męczenników Wileńskich Antoniego, Jana i Eustachego w Święcicy

## Galeria

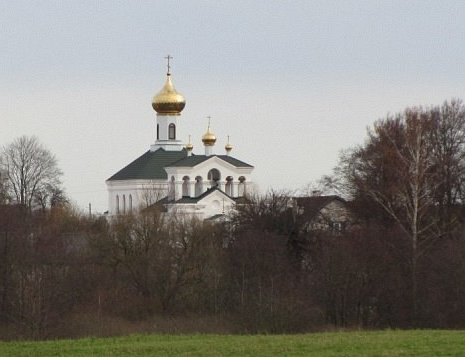
Cerkiew Świętej Trójcy w Darewie
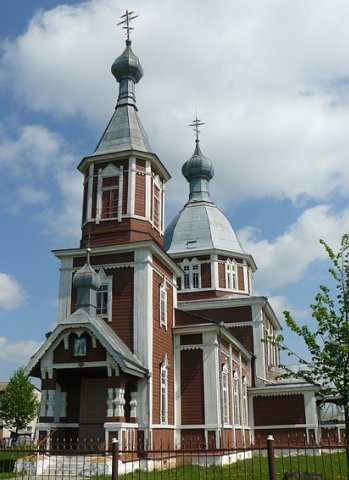
Cerkiew Świętych Piotra i Pawła w Ostrowie
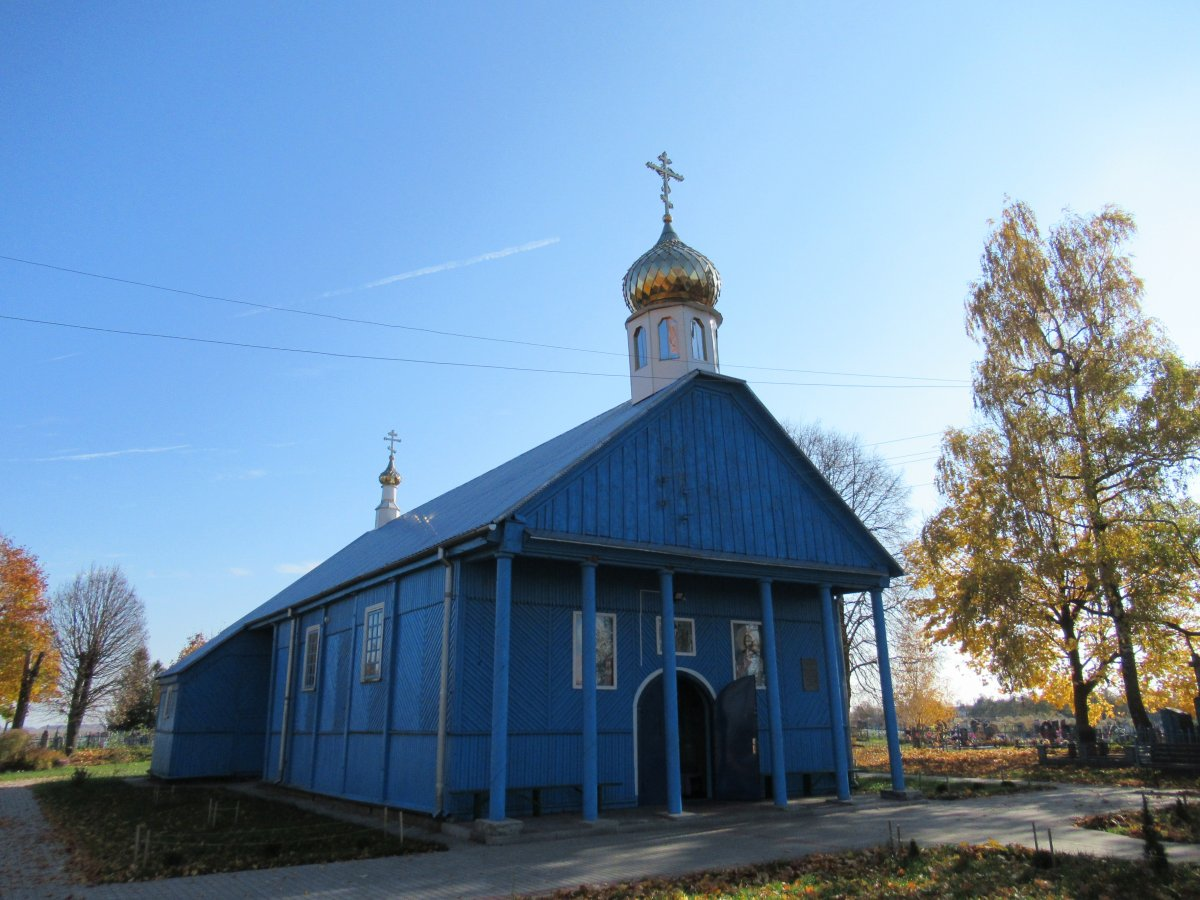
Cerkiew Świętego Ducha w Podlesiu
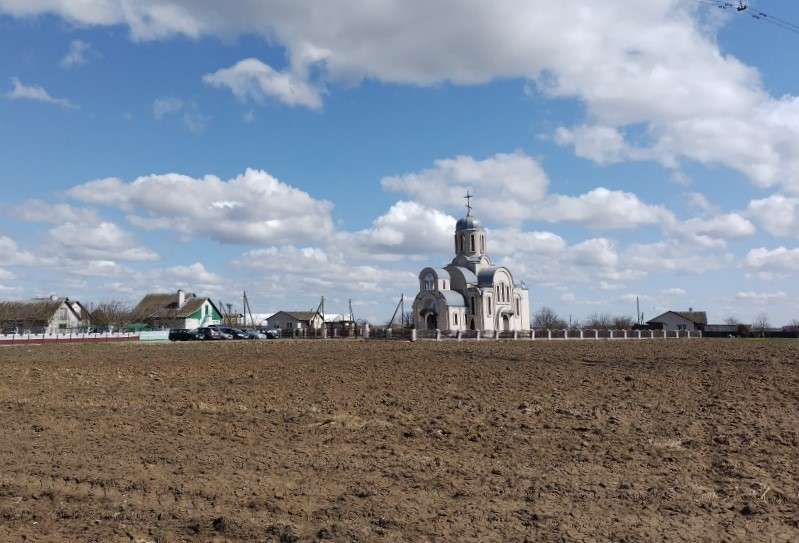
Cerkiew Narodzenia św. Jana Chrzciciela w Pronczakach